# سگوار
سگوار (به مجاری:  Szegvár) یک منطقهٔ مسکونی در مجارستان است که در ناحیه سنتش واقع شده‌است. سگوار ۸۶٫۲۲ کیلومتر مربع مساحت و ۴٬۳۸۵ نفر جمعیت دارد.